# Enigmogramma
Enigmogramma es un género de lepidópteros perteneciente a la familia Noctuidae.

## Especies
- Enigmogramma admonens Walker, [1858]
- Enigmogramma basigera Walker, 1865
- Enigmogramma feisthamelii Guenée, 1852
- Enigmogramma limata Schaus, 1911
- Enigmogramma phytolacca Sepp, [1848]